# Урбанк (Міннесота)
Урбанк (англ. Urbank) — місто (англ. city) в США, в окрузі Оттер-Тейл штату Міннесота. Населення — 52 особи (2020).

## Географія
Урбанк розташований за координатами 46°7′30″ пн. ш. 95°30′39″ зх. д. / 46.12500° пн. ш. 95.51083° зх. д. (46.124879, -95.510806).  За даними Бюро перепису населення США в 2010 році місто мало площу 1,88 км², з яких 1,86 км² — суходіл та 0,02 км² — водойми.

## Демографія
Згідно з переписом 2010 року, у місті мешкали 54 особи в 27 домогосподарствах у складі 13 родин. Густота населення становила 29 осіб/км².  Було 34 помешкання (18/км²).
Расовий склад населення:
| - 100,0 % — білих |

До двох чи більше рас належало 0,0 %. Частка іспаномовних становила 0,0 % від усіх жителів.
За віковим діапазоном населення розподілялося таким чином: 20,4 % — особи молодші 18 років, 55,5 % — особи у віці 18—64 років, 24,1 % — особи у віці 65 років та старші. Медіана віку мешканця становила 40,5 року. На 100 осіб жіночої статі у місті припадало 125,0 чоловіків;  на 100 жінок у віці від 18 років та старших — 138,9 чоловіків також старших 18 років.
Середній дохід на одне домашнє господарство  становив 47 317 доларів США (медіана — 38 750), а середній дохід на одну сім'ю — 57 492 долари (медіана — 46 250). За межею бідності перебувало 2,9 % осіб, у тому числі 0,0 % дітей у віці до 18 років та 0,0 % осіб у віці 65 років та старших.
Цивільне працевлаштоване населення становило 29 осіб. Основні галузі зайнятості: мистецтво, розваги та відпочинок — 17,2 %, роздрібна торгівля — 13,8 %, інформація — 13,8 %.